# Vrbka (Služovice)

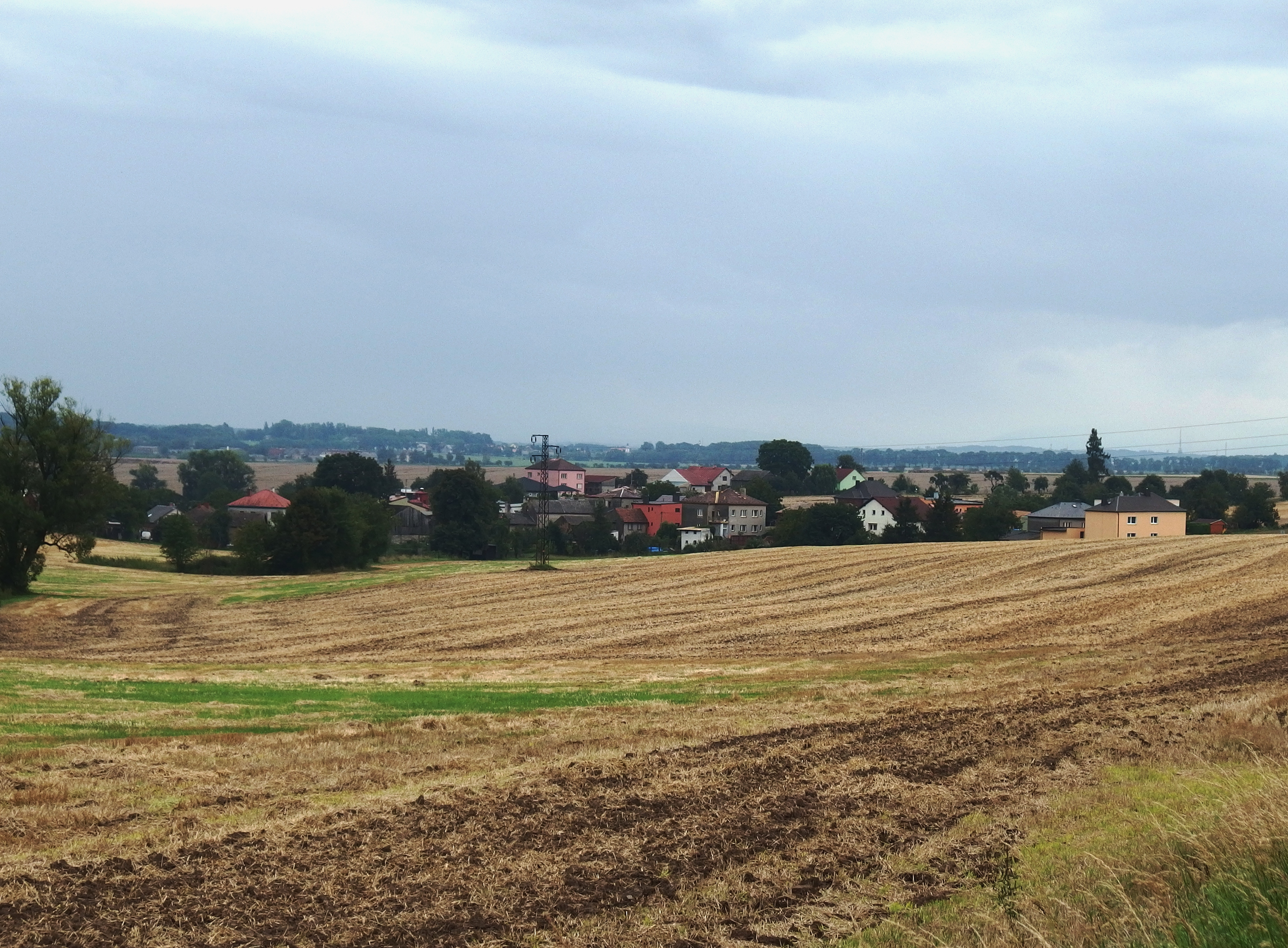
Blick auf Vrbka

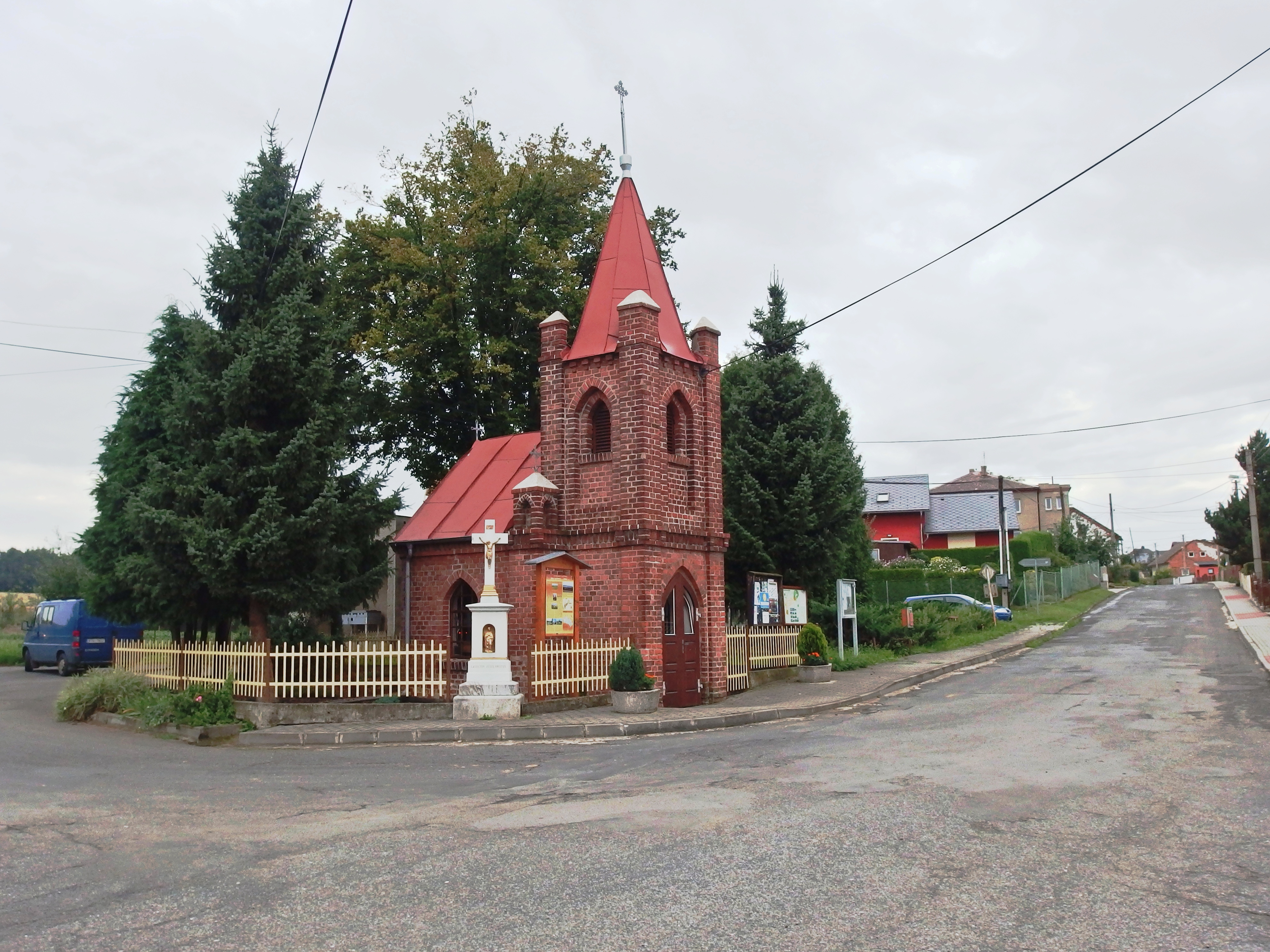
Kapelle Mariä Heimsuchung

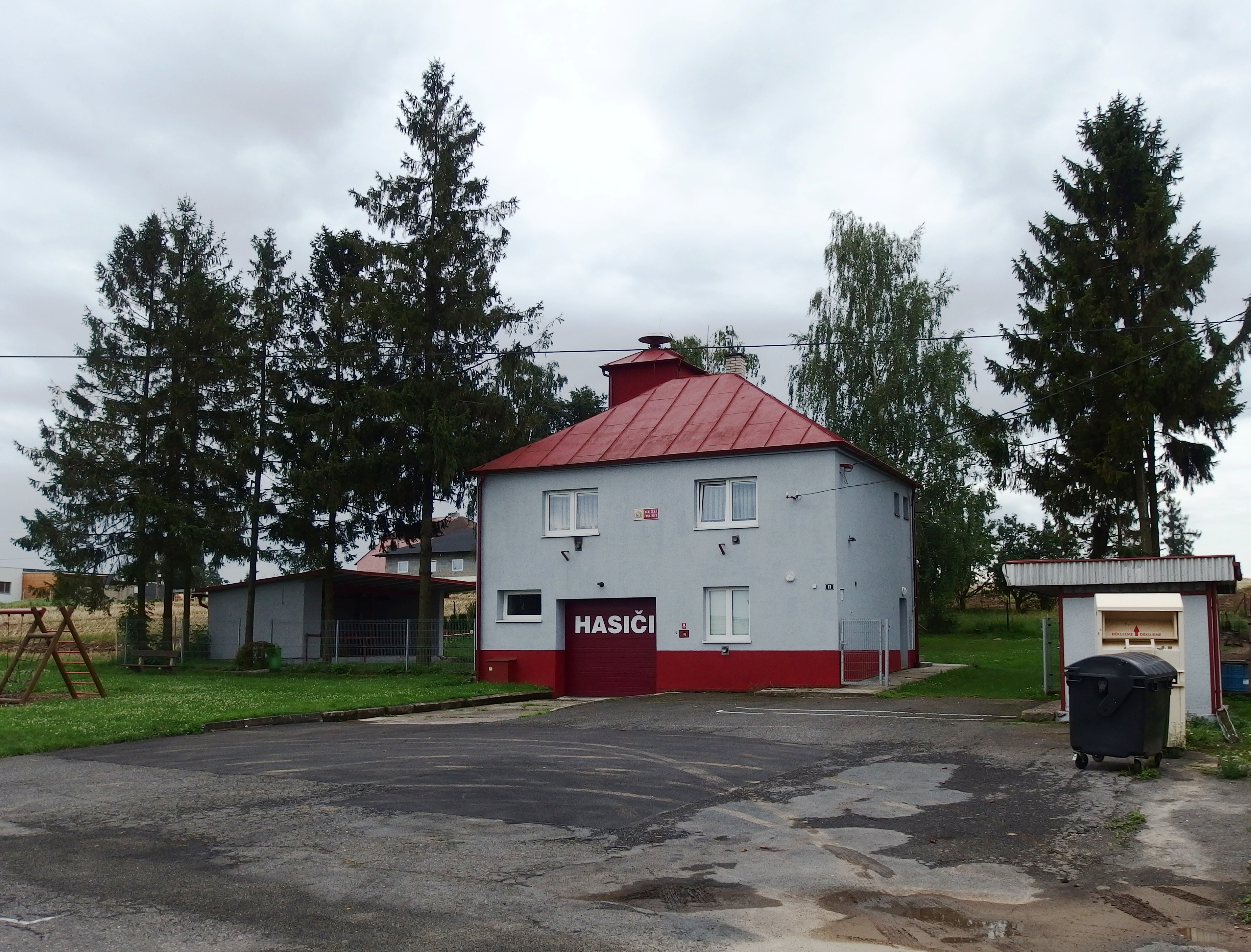
Feuerwehrdepot

Vrbka (deutsch Weidental, bis 1908 Wrbkau) ist ein Ortsteil der Gemeinde Služovice (Schlausewitz) in Tschechien. Er liegt zehn Kilometer nordöstlich von Opava (Troppau) nahe der polnischen Grenze und gehört zum Okres Opava.

## Geographie
Das Gassendorf Vrbka befindet sich an einem linken Zufluss zum Oldrišovský potok (Bilawoda) in der Hlučínská pahorkatina (Hultschiner Hügelland). Östlich des Dorfes verläuft die Schleppbahn des Unternehmens Gypstrend von Kobeřice (Köberwitz) nach Kravaře (Deutsch Krawarn).
Nachbarorte sind Hněvošice (Schreibersdorf) und Ściborzyce Wielkie (Steuberwitz) im Norden, Rohov (Rohow) und Strahovice (Strandorf) im Nordosten, Kobeřice im Osten, Prostřední Dvůr (Mittelhof), Albertovec (Hilvetihof) und Štěpánkovice (Schepankowitz) im Südosten, Bílá Bříza (Weißbirken) und Svoboda (Swoboda) im Süden, Chlebičov (Klebsch), Arnoštov (Ernsthof) und Pusté Jakartice (Klingebeutel) im Südwesten. Oldřišov (Odersch) im Westen sowie Služovice im Nordwesten.

## Geschichte
Die erste urkundliche Erwähnung von Wiberc erfolgte 1349 im Troppauer Stadtbuch, als das im Herzogtum Troppau gelegene Dorf zur Leistung des Brückenkorns – einer Naturalienabgabe für die Unterhaltung der städtischen Brücken und Wege – verpflichtet wurde. Als 1377 das Troppauer Land unter den vier Söhnen des verstorbenen Herzogs Nikolaus II. aufgeteilt wurde, gehörte das Gut Vrbka dem Wenzel von Krawarn und Straßnitz. Sein Sohn Peter von Krawarn und Straßnitz war ein Anhänger der Lehre des Jan Hus. Wegen seiner Unterstützung der Aufständischen musste er Krawarn verlassen und veräußerte 1420 seine schlesischen Güter. Das Gut Vrbka verkaufte er an Jeschek von Liboswar. Unter den Herren Sedlnitzky von Choltitz, die mehrere Güter in der Gegend erwarben und hohe Ämter im Troppauer Herzogtum ausübten, wurde die Rekatholisierung vorangetrieben. Christoph d. J. Sedlnitzky von Choltitz veräußerte das Gut Vrbka 1612 für 3050 Gulden an den Kämmerer des Herzogtums Jägerndorf, Bernhard von Dobschütz und Plaw. Als Unterstützer des böhmischen Ständeaufstandes engagierte er sich nach dessen Niederschlagung bei der Umlenkung dänischer Exulanten in das Herzogtum Troppau und wurde dafür von der Liechtensteinischen Exekutivkommission mit dem Verlust seiner Güter bestraft. Wenig später verstarb Bernhard von Dobschütz unter mysteriösen Umständen. Seine Witwe Katharina konnte das auf 5375 Taler geschätzte Gut Vrbka behalten, wenig später heiratete sie Georg Franz von Donat. Im Jahre 1632 lagen das Dorf und der Hof in Folge des Dreißigjährigen Krieges wüst. Nach dem Ende des Krieges wurde der Hof Vrbka durch Georg von Donat wiederbesiedelt, das Dorf blieb verlassen. Georg von Donat verstarb 1685; danach wechselten sich verschiedene Grundherren umliegender Güter, darunter die Freiherren von Eichendorff, Henn von Henneberg und Lichnowsky von Woschtitz, als Besitzer von Wrbkau ab. In dieser Zeit wurde das Dorf wiederbesiedelt. Im Karolinischen Kataster von 1721 sind für Wrbkau acht Gärtner und vier Häusler aufgeführt, die gegen Ableistung von Frondiensten auf dem Hof einige Felder nutzen konnten; Besitzer des Hofes und der zugehörigen, mit 600 Karpfen besetzten zwei Teiche, war der Grundherr Josef Bock von Burgwitz.
Nach dem Ersten Schlesischen Krieg fiel Wrbkau 1742 wie fast ganz Schlesien an Preußen. 1743 wurde das Dorf dem neugebildeten Kreis Leobschütz zugeordnet. Im Jahre 1795 kaufte Johann Nepomuk Graf Wilczek das Gut Wrbkau auf und schlug es der Herrschaft Odersch zu. Im Zuge der Kreisreform vom 1. Januar 1818 wurde Wrbkau dem Kreis Ratibor zugewiesen. In dieser Zeit wurde auf den Fluren des Gutsbezirks die Kolonie Biala Brzoza gegründet. Weitere Grundherren waren ab 1819 Ernst Joachim von Strachwitz auf Polnisch-Krawarn sowie ab 1839 Arnold und Franz Xaver Lejeune, später der Bankier Johann Jacob Lejeune aus Verviers. 
1830 standen in Wrbkau 21 Häuser und ein herrschaftliches Vorwerk, der Ort hatte 104, durchweg katholische Einwohner. Im Jahre 1845 bestand Wrbkau wiederum aus 21 Häusern und dem Vorwerk. In dem Dorf mit 148 Katholiken gab es ein Wirtshaus und einen Getreidehandel. 1864 bestand die Gemeinde Wrbkau aus 13 Gärtnern und fünf Häuslerstellen sowie zwei Gärtnern und fünf Häuslern in Bila Brzeza bzw. Weisbirke mit insgesamt 131 Morgen Ackerland. Zum Rittergut gehörten u. a. 517 Morgen Ackerland und 50 Morgen Wald. Pfarr- und Schulort war Deutsch Krawarn, wobei die Kinder tatsächlich gastweise im näher gelegenen Köberwitz unterrichtet wurden. 1869 lebten in den 20 Häusern von Wrbkau 185 Personen. Ab Mai 1874 gehörten die Landgemeinde und der Gutsbezirk Wrbkau zum Amtsbezirk Odersch. Im Jahre 1900 hatte Wrbkau 123 Einwohner, 1910 waren es 124. Am 26. Oktober 1908 erfolgte die Umbenennung der Landgemeinde und des Gutsbezirks Wrbkau in Weidental. Die Dorfkapelle entstand 1909.
Aufgrund des Versailler Vertrages von 1919 wurde Weidental am 4. Februar 1920 als Teils des Hultschiner Ländchens der Tschechoslowakei zugeschlagen. Beim Zensus von 1921 lebten in den 28 Häusern der Gemeinde Vrbka/Weidental 179 Personen, davon 177 Tschechen und zwei Deutsche. Das Dorf Vrbka/Weidental (18 Häuser) hatte 124 Einwohner, die übrigen 55 lebten im Ortsteil Bílá Bříza/Weißbirken (10 Häuser). Im Jahre 1930 lebten in den 24 Häusern von Vrbka/Weidental 135 Personen.
Nach dem Münchener Abkommen wurde Weidental am 8. Oktober 1938 zusammen mit dem Hultschiner Ländchen vom Deutschen Reich besetzt. Die Gemeinde gehörte nunmehr zum Landkreis Hultschin, der 1939 dem Landkreis Ratibor in der preußischen Provinz Oberschlesien eingegliedert wurde. Am 17. Januar 1939 wurde Weidental dem wiedererrichteten Amtsbezirk Odersch zugeordnet. Die vorgesehene Änderung des Gemeindenamens in Weidental (Kr. Ratibor) wurde nicht mehr wirksam.
Nach dem Ende des Zweiten Weltkriegs kam Vrbka wieder an die Tschechoslowakei zurück. Im Jahre 1950 bestand das Dorf Vrbka aus 30 Häusern und hatte 128 Einwohner. Der Ortsteil Bílá Bříza wurde 1958 nach Štěpánkovice umgemeindet. Im Zuge der Gebietsreform von 1960 wurde der Okres Hlučín aufgehoben und die Gemeinde dem Okres Opava zugeordnet.
1970 lebten in den 31 Häusern von Vrbka 146 Personen. Ab dem 1. Mai 1973 wurden die Gemeinden Služovice und Vrbka durch einen gemeinsamen Örtlichen Nationalausschuss geleitet; zum Jahresanfang 1979 erfolgte die Eingemeindung von Vrbka nach Služovice. 1991 lebten in den 32 Häusern des Dorfes 130 Menschen. Beim Zensus von 2011 hatte Vrbka 125 Einwohner und bestand aus 30 Wohnhäusern.

## Gemeindegliederung
Der Ortsteil Vrbka bildet den Katastralbezirk Vrbka u Opavy.

## Sehenswürdigkeiten
- Kapelle Mariä Heimsuchung, der Backsteinbau wurde 1909 errichtet
- Wallfahrtskapelle des hl. Urbanus, in den Feldern nordöstlich des Dorfes. Sie wurde in den Jahren 1947–1948 anstelle eines im Zweiten Weltkrieg zerstörten Vorgängerbaus errichtet